# Władek Semirunniy
Vladimir Sergejevitsj Semirunniy (Pools: Władek Semirunniy) (Russisch: Владимир Сергеевич Семирунний) (11 december 2002) is een Poolse langebaanschaatser die afkomstig is uit Rusland. Na de Russische invasie in Oekraïne werd Rusland uitgesloten van deelname aan internationale schaatswedstrijden. Dit was voor Semirunniy reden om in 2023 naar Polen te vluchten. De ISU sloot Semirunniy veertien maanden uit van deelname aan wedstrijden. Semirunniy verklaarde de invasie van Rusland in Oekraïne niet te steunen. Nadat zijn schorsing er op zat, werd Semirunniy meteen Pools allroundkampioen. 

## Records

### Persoonlijke records
| Afstand      | Tijd     | Datum            | Baan         |
| ------------ | -------- | ---------------- | ------------ |
| 500 meter    | 36,95    | 19 maart 2022    | Irkoetsk     |
| 1000 meter   | 1.13,54  | 9 maart 2023     | Tsjeljabinsk |
| 1500 meter   | 1.45,29  | 28 februari 2025 | Heerenveen   |
| 3000 meter   | 3.42,81  | 27 november 2021 | Inzell       |
| 5000 meter   | 6.12,95  | 13 maart 2025    | Hamar        |
| 10.000 meter | 12.49,93 | 16 maart 2025    | Hamar        |

(laatst bijgewerkt: 16 maart 2025)

## Resultaten
| Jaar | EK Allround            | WK Afstanden    | WK Junioren                                    |
| ---- | ---------------------- | --------------- | ---------------------------------------------- |
| 2022 |                        |                 | 41e 500m · 7e 1500m · 5000m · 6e achtervolging |
|      |                        |                 |                                                |
| 2025 | NC10 (10e, 10e, 7e, -) | 5000m · 10.000m |                                                |

(#, #, #, #) = afstandspositie op allroundtoernooi (500m, 5000m, 1500m, 10.000m).
NC10 = niet gekwalificeerd voor de laatste afstand, maar wel als 10e geklasseerd in de eindrangschikking